# 安地卡及巴布達軍事
皇家安地卡及巴布達國防軍（Royal Antigua and Barbuda Defence Force；），為安地卡及巴布達的軍事力量，常備兵力約240人，預備兵力約75人，是世界上最小的國家軍事部隊。

## 組織與任務
- 1st營，安地卡及巴布達兵團 - 成立於1995年，為單一個的輕步兵營，由中校指揮，分4個單位：
  - 總部（設在聖喬治）
  - A 連 - 步兵
  - B 連 - 步兵
  - C 連 - 戰鬥支援
- 服務和技術支援單位 - 成立於1997年，為行政、後勤和技術支援單位。
- 海岸防衛隊 - 分為四個組成單位：
  - 指揮部
  - 行政單位
  - 工務單位
  - 作戰艦隊：由4艘艦艇構成
- 安地卡及巴布達青年團

皇家安地卡及巴布達國防軍負責幾個不同的任務：內部安全，防止毒品走私，保護捕魚權，防止海洋污染，搜索和救援，國家禮儀，協助政府計劃，自然災害期間提供救濟，維持必要的服務和支援警察維持治安和法律。

380X巡邏艇